# Клементе Єрові
Клементе Єрові Індабуру (10 серпня 1904 — 19 липня 1981) — еквадорський політик, президент країни 1966 року.